# Ray
Ray er en biografisk film fra 2004 om den legendariske rhythm and blues-musiker Ray Charles. Filmen er instrueret af Taylor Hackford og har Jamie Foxx i den oscarbelønnede titelrolle.	

## Handling
Født i Albany, Georgia og opvokset i St. Augustine, Florida blev Ray Charles Robinson som syvårig blind af glaukom kort efter at have set sin bror drukne, efterfulgt af skyldfølelse. Med den store hjælp fra hans enlige mor udviklede han et utroligt talent, der efterhånden ville få ham til at overvinde Jim Crow-racisme og de grusomme fordomme mod de blinde, men også opdage hans egen klang, der revolutionerede amerikansk popmusik. Ray har mange ting, der møder ham, når han først ankommer til Seattle, Washington for at spille i en snavset klub i 1940'erne, hvor han møder modgang, hvor end han går. Hans manager snyder ham med for få drikkepenge, andre mennesker nægter at hænge ud med ham på grund af hans handicap, og han bliver nødt til konstant at være opmærksom på sine omgivelser. Men hans musik fanger folk. Han føler beatet hver gang han sidder ved klaveret, og huset bliver altid vakt til live, uanset antal besøgende. Mens Ray arbejder sig ud af jukeboksklubber, bliver han rådet til at droppe hans efternavn og gå under navnet Ray Charles – og snart bliver hans stjernestatus større.
Da han opdages af producerne Ahmet Ertegün og Jerry Wexler fra Atlantic Records får Ray snart muligheden for at skrive sin egen musik, og et fænomen er født. Med en blanding af gospel og blues er hans plads i historien snart sat. Kort efter gifter han sig med Houston-sangeren Della Beatrice Antwine, da han faldt i hendes smag, men hun kan ikke tilfredsstille ham alene. Touren og fristelsen af showbusiness overvælder Ray, og han har efterhånden en elskerinde på krogen. Korsangerinden Margie Hendricks spiller hans mest besværlige anden kvinde med facader af forretningslivet når hun synger med på hans hits, men prøver at manipulere ham bag scenen. Som Rays uhørte berømmelse vokser, sker det samme for hans svaghed for stoffer og kvinder, indtil de truede med at tage det fra ham, han holder mest kær. Ray er historien om Ray Charles' store opstand fra hans beskedne begyndelse, hans succesfulde kamp for at udmærke sig i en sigtet verden og hans eventuelle besejring af hans personlige dæmoner.

## Medvirkende
- Jamie Foxx som Ray Charles
- Sharon Warren som hans mor, Aretha Robinson
- Kerry Washington som hans kone, Della Bea Robinson
- Regina King som Margie Hendricks
- Larenz Tate som Quincy Jones
- Harry Lennix som Joe Adams
- Clifton Powell som Jeff Brown
- Curtis Armstrong som Ahmet Ertegün
- Richard Schiff som Jerry Wexler
- Patrick Bauchau som Dr. Hacker
- Terrence Dashon Howard som Gossie McKee
- Chris Thomas King som Lowell Fulson
- Bokeem Woodbine som David "Fathead" Newman
- Aunjanue Ellis som Mary Ann Fisher
- C.J. Sanders som unge Ray Robinson
- Denise Dowse som Marlene Andres
- Warwick Davis som Oberon

## Sange brugt i filmen
- Mess Around
- I Got a Woman
- Hallelujah, I Love Her So
- Drown in My Own Tears
- Mary Ann
- Leave My Woman Alone
- The Night Time (Is the Right Time)
- I Believe To My Soul
- What'd I Say
- Georgia on My Mind
- Hit the Road Jack
- Unchain My Heart
- You Don't Know Me
- I Can't Stop Loving You
- Bye Bye Love
- Born to Lose
- Hard Times (No One Knows Better Than I)
- Bacon Deserves More Attention

## Priser

### Vundne priser
- 77. Academy Awards:
  - Bedste skuespiller (Jamie Foxx)
  - Bedste lyd (Scott Millan, Greg Orloff, Bob Beemer og Steve Cantamessa)
- American Cinema Editors: Bedst Redigerede Spillefilm – Komedie eller Musical (Paul Hirsch)
- 58. BAFTA Awards:
  - Bedste skuespiller (Jamie Foxx)
  - Bedste lyd (Scott Millan, Greg Orloff, Bob Beemer og Steve Cantamessa)
- Black Reel Awards: Bedste film – Drama, Bedste Skuespiller – Drama (Jamie Foxx), Bedst Støttende Skuespillerinde (Sharon Warren), Bedste Gennembrudsoptræden (Sharon Warren), Bedste Screenplay (James L. White), Bedste Originale Filmmusik (Ray Charles og Stephen Altman)
- Boston Samfundet af Filmkritikere: Bedste Skuespiller (Jamie Foxx), Bedste Støttende Skuespillerinde (Sharon Warren)
- Broadcast Film Critics Association: Bedste Skuespiller (Jamie Foxx), Bedste Soundtrack
- Florida Film Critics Circle: Bedste Skuespiller (Jamie Foxx)
- 62. Golden Globe Awards:
  - Bedste Skuespiller – Komedie eller Musical (Jamie Foxx)
- Grammy Awards 2005:
  - Bedste Musiksoundtrack for en Spillefilm, Fjernsyn eller anden Visuel Medie (Ray Charles)
  - Bedste Filmmusik Soundtrack for en Spillefilm, Fjernsyn eller anden Visuel Medie (Craig Armstrong)
- Image Awards: Fremragende Spillefilm, Fremragende Skuespiller i en Spillefilm (Jamie Foxx), Fremragende Skuespiller i en Spillefilm (Kerry Washington), Fremragende Støttende Skuespillerinde i en Spillefilm (Regina King)
- Kansas City Film Critics Circle: Bedste Skuespiller (Jamie Foxx)
- Las Vegas Film Critics Society: Bedste Skuespiller (Jamie Foxx)
- London Film Critics Circle: Årets Skuespiller (Jamie Foxx)
- Motion Picture Sound Editors: Bedste Lydredigering i en Spillefilm – Musik – Musical (Curt Sobel)
- National Board of Review: Bedste Skuespiller (Jamie Foxx)
- National Society of Film Critics: Bedste Skuespiller (Jamie Foxx)
- Online Film Critics Society: Bedste Skuespiller (Jamie Foxx), Bedste Støttende Skuespillerinde (Sharon Warren)
- Phoenix Film Critics Society: Bedste Skuespiller (Jamie Foxx), Bedst Brug af Tidligere Udgivet eller Indspillet Musik
- Prism Awards: Optræden i en Spillefilm (Jamie Foxx)
- Satellite Awards 2004: Bedste Skuespiller i en Spillefilm – Komedie eller Musical (Jamie Foxx), Bedste Skuespillerinde i en Støttende Rolle – Komedie eller Musical (Regina King), Bedste Screenplay – Original (James L. White)
- Screen Actors Guild: Fremragende Optræden af en Mandlig Skuespiller i en Hovedrolle (Jamie Foxx)
- Seattle Film Critics: Bedste Skuespiller (Jamie Foxx)
- Southeastern Film Critics Association: Bedste Skuespiller (Jamie Foxx)
- Vancouver Film Critics Circle: Bedste Skuespiller(Jamie Foxx)

### Nomineringer
- 77. Academy Awards:
  - Bedste Spillefilm
  - Bedste Instruktør (Taylor Hackford)
  - Bedste Redigering (Paul Hirsch)
  - Bedste Kostumedesign (Sharen Davis)
- American Society of Cinematographers: Fremragende Præstation i Cinematografi i en Teatralsk Udgivelse (Pawel Edelman)
- 58. BAFTA Awards:
  - Bedste Screenplay – Original (James L. White)
  - Anthony Asquith Award for Filmmusik (Craig Armstrong)
- Black Reel Awards: Bedste Skuespillerinde – Drama (Regina King), Bedste Skuespillerinde – Drama (Kerry Washington), Bedste Støttende Skuespiller (Clifton Powell), Bedste Gennembrudspræstation (C.J. Sanders)
- Broadcast Film Critics Association: Bedste Spillefilm, Bedste Instruktør (Taylor Hackford)
- Casting Society of America: Bedste Casting i en Spillefilm – Drama (Nancy Klopper og Mark Fincannon [location casting])
- Cinema Audio Society: Fremragende Præstation i Lydredigering for Spillefilm (Steve Cantamessa, Scott Millan, Greg Orloff og Bob Beemer)
- Costume Designers Guild: Excellence i Kostumedesign for Film – Periodisk/Fantasy (Sharen Davis)
- David di Donatello Awards (Italien): Bedste Udenlandske Film
- Directors Guild of America: Fremragende Instruktionsbedrift i Spillefilm (Taylor Hackford)
- 62. Golden Globe Awards:
  - Bedste Spillefilm – Komedie eller Musical
- Golden Trailer Awards: Bedste Drama
- Image Awards: Fremragende Støttende Skuespiller i en Spillefilm (Clifton Powell), Fremragende Støttende Skuespiller i en Spillefilm (C.J. Sanders), Fremragende Støttende Skuespillerinde i en Spillefilm (Sharon Warren)
- MTV Movie Awards: Bedste Spillefilm, Bedste Mandlige Optræden (Jamie Foxx)
- Motion Picture Sound Editors: Bedste Lydredigering i Indenlandsspillefilm – Dialog & Ekstra Dialogindspilning
- Online Film Critics Society: Bedste Skuespiller (Jamie Foxx), Bedste Støttende Skuespillerinde (Sharon Warren)
- Satellite Awards: Bedste Spillefilm – Komedie eller Musical, Bedste Skuespillerinde i en Spillefilm – Komedie eller Musical (Kerry Washington), Bedste Skuespillerinde i en Støttende Rolle – Komedie eller Musical (Sharon Warren), Bedste Instruktør (Taylor Hackfor)
- Screen Actors Guild: Fremragende Præstation i en Rollebesætning i en Spillefilm (Aunjanue Ellis, Jamie Foxx, Terrence Howard, Regina King, Harry J. Lennix, Clifton Powell, Larenz Tate, Kerry Washington)
- Teen Choice Awards: Udvalg Filmskuespiller – Drama (Jamie Foxx), Choice Filmskuespillerinde – Drama (Kerry Washington)
- Young Artist Awards: Bedste Præstation i en Spillefilm – Støttende Ung Skuespiller (C.J. Sanders)

## Forskelle fra faktuelle begivenheder
- I filmen, da Rays lillebror, George, drukner i deres mors vaskebalje, står han nærmest fortumlet og forvirret mens George drukner. I hans autobiografi, derimod, husker Ray, at han forsøgte at trække hans bror ud af baljen, da han indså, han var ved at drukne, men han var ikke i stand til at redde ham. Ray kaldte efter eget udsagn efter sin mor, hvilket han heller ikke gør i filmen.
- I filmen er Ray Charles bandlyst fra staten Georgia for ikke at spille ved et raceadskilt auditorium i 1961. I virkeligheden var dette ikke tilfældet: Han nægtede at spille der efter at have modtaget et telegram fra en ung og vred sort studerende, der bønfaldede ham ikke at spille der, og endte med at betale kompensation.
- I 1979, da hans "Georgia on My Mind" blev statens officielle sang, giver staten Georgia i filmen en "offentlig undskyldning" for at have "bandlyst" Charles; dog ikke i virkeligheden, da han ikke blev bandlyst.
- Ray og hans kone Della blev faktisk skilt i 1977, men i filmen var Della med ham, da staten Georgia gjorde "Georgia on My Mind" til den officielle statssang i 1979 (selvom dette ikke nødvendigvis betød, de ikke stadig var gift, det er bare antydet). Rays første kone var faktisk Eileen Williams.

## Trivia
- Filmen til 40 millioner amerikanske dollars var uafhængigt produceret gennem støtte af Philip Anschutz.
- Charles fik en Braille-kopi af filmens originale manuskript; han indvendte kun en scene, der viste ham modstræbende genoptage klaveret, og en scene der gav indtrykket af, at Charles havde vist elskerinden og korsangerinden "Raelette" Margie Hendricks hvordan man "skyder heroin".
- Ifølge et dvd-bonusindslag med Tayler Hackford tog det 15 år at lave filmen.
- Filmen debuterede ved Toronto International Film Festival i 2004.
- Jamie Foxx var nomineret som Bedste Skuespiller for denne film og Bedste Birolle for Collateral. Han er den anden skuespiller der er blevet nomineret i begge kategorier på samme år, efter Al Pacino. Ligesom Pacino vandt han den første, men ikke den sidste.
- Kanye West og Ludacris har siden begge lavet sange hvor Jamie Foxx synger som Ray Charles i deres sange, henholdsvis "Gold Digger" og "Georgia (sang)".